# Szapáry Géza

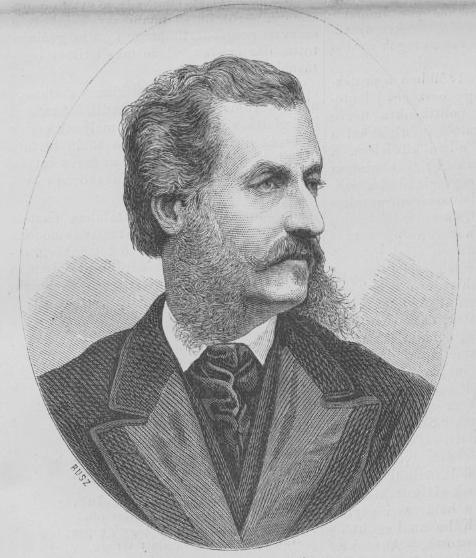
Szapáry Géza portréja a Vasárnapi Ujságban

Szapári, muraszombathi és széchyszigeti gróf Szapáry Géza Antal Ágost Miklós (Pozsony, 1828. szeptember 27. – Budapest, 1898. április 5.) politikus, Zala vármegye főispánja, fiumei kormányzó, titkos tanácsos, főudvarmester, az Osztrák Császári Lipót-rend nagykeresztese, az Osztrák Császári Vaskorona-rend lovagja.

## Élete
A szapári, muraszombathi és széchyszigeti gróf Szapáry család sarja. Apja, gróf Szapáry Antal (1802-1883), anyja, gróf buzini Keglevich Auguszta (1808-1879) volt. Apai nagyszülei gróf Szapáry József (1754-1822), Fejér-, Moson- és Szerém- vármegyei főispán, és gróf Johanna von Gatterburg (1779-1812) voltak.
Az 1848-49-es szabadságharc alatt honvéd volt. A világosi fegyverletétel után fogságba került, kiszabadult, majd külföldre menekült. Hazatért, később, 1861-ben országgyűlési képviselő lett. 1868-ban Zala vármegye főispánjává választották, míg 1873-ban Fiume város és környéke kormányzója lett. A Zala vármegyei főispáni hivatalt 1867. április 24.-e és 1872. szeptember 4. -e között töltötte be. Ez utóbbi címmel egyetemben kapta a titkos tanácsosi címet is. 1883-ban lemondott kormányzóságáról, s így magyar királyi főudvarmesterré nevezték.

## Házassága és gyermekei
1861. augusztus 10.-én, Pesten, feleségül vette gróf radványi Győry Mária (1840-1908) kisasszonyt, gróf radványi Győry László (1807-1882) és gróf Maria Agnes von Lichnowsky (1815-1845) lányát. A házasságukból született:
- gróf Szapáry László (1864-1939), fiumei kormányzó volt.
- gróf Szapáry Pál (1873-1917), fiumei kormányzó volt.